# 正麟寺 (古河市)
正麟寺（しょうりんじ）は、茨城県古河市横山町（中横山町）にある曹洞宗の寺院。正式には、山号を麒翁山、院号を長時院、寺号を正麟寺という。

## 歴史
安土桃山時代、古河城主・小笠原家により開基。記録が焼失しており詳細は不明だが、小笠原秀政が古河城主だった天正18年（1590年）から慶長6年（1601年）の創建と考えられる。寺名は秀政の祖父にあたる小笠原長時の法号「長時院殿麒翁正麟大居士」による。創建時は同じ古河城下の石町北浦四つ谷にあったが、のちに現在地に移転した。現在の本堂は昭和8年（1933年）の再興である。

## 文化財
- 鷹見泉石の墓：鷹見泉石は古河城主・土井利厚・土井利位に仕えた古河藩家老である。蘭学者として名高い。渡辺崋山の描いた「鷹見泉石像」は国宝に指定されている。安政5年（1858年）没。墓碑銘は仙台藩の大槻磐渓の撰文。古河市指定文化財（史跡）[3]。

## 交通
- 鉄道
  - JR宇都宮線（東北本線）古河駅西口から徒歩13分（約1.0km）、市内観光用無料レンタル自転車「コガッツ」利用可[4]
  - 東武日光線新古河駅東口から徒歩32分（約2.6km）